# Aeschynanthus
Aeschynanthus Jack, 1823 è un genere di piante tropicali della famiglia delle Gesneriacee, diffuse per la gran parte nel Sud-est dell'Asia, in Indonesia, Nuova Guinea e Filippine.

## Etimologia
Il nome deriva dall'unione di due parole greche: aischyne che significa vergogna, e ànthos ovvero fiore. Il richiamo è al colore intenso dei fiori, rossi dalla vergogna.

## Descrizione

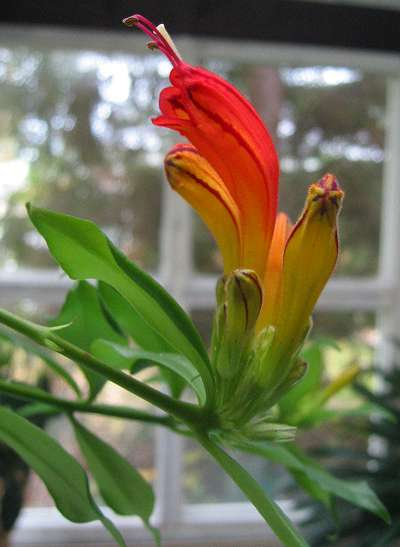
Particolare del fiore

Le piante del genere Aeschynanthus sono molto simili a quelle del genere Columnea, queste ultime  endemiche del Sud America.
Piante epifite presentano fiori dai colori forti, tali da attrarre le nettarinie, principali uccelli impollinatori.
Hanno lunghi fusti legnosi, spesso ricadenti oppure rampicanti. Le foglie carnose, dalla forma ellittica e colore verde uniforme o screziato, sono in genere disposte a due a due, opposte lungo i fusti.
I fiori come già detto coloratissimi variano dal rosso all'arancio, in alcune specie predomina il giallo intenso, o screziato di porpora. Si presentano come tubicini raccolti in folti ciuffi disposti a semicerchio, e solo il becco lungo e curvo dei nettarinidi riesce a succhiarne il nettare, impollinando conseguentemente le piante. La fioritura è estiva.

## Tassonomia
Il genere comprende le seguenti specie:

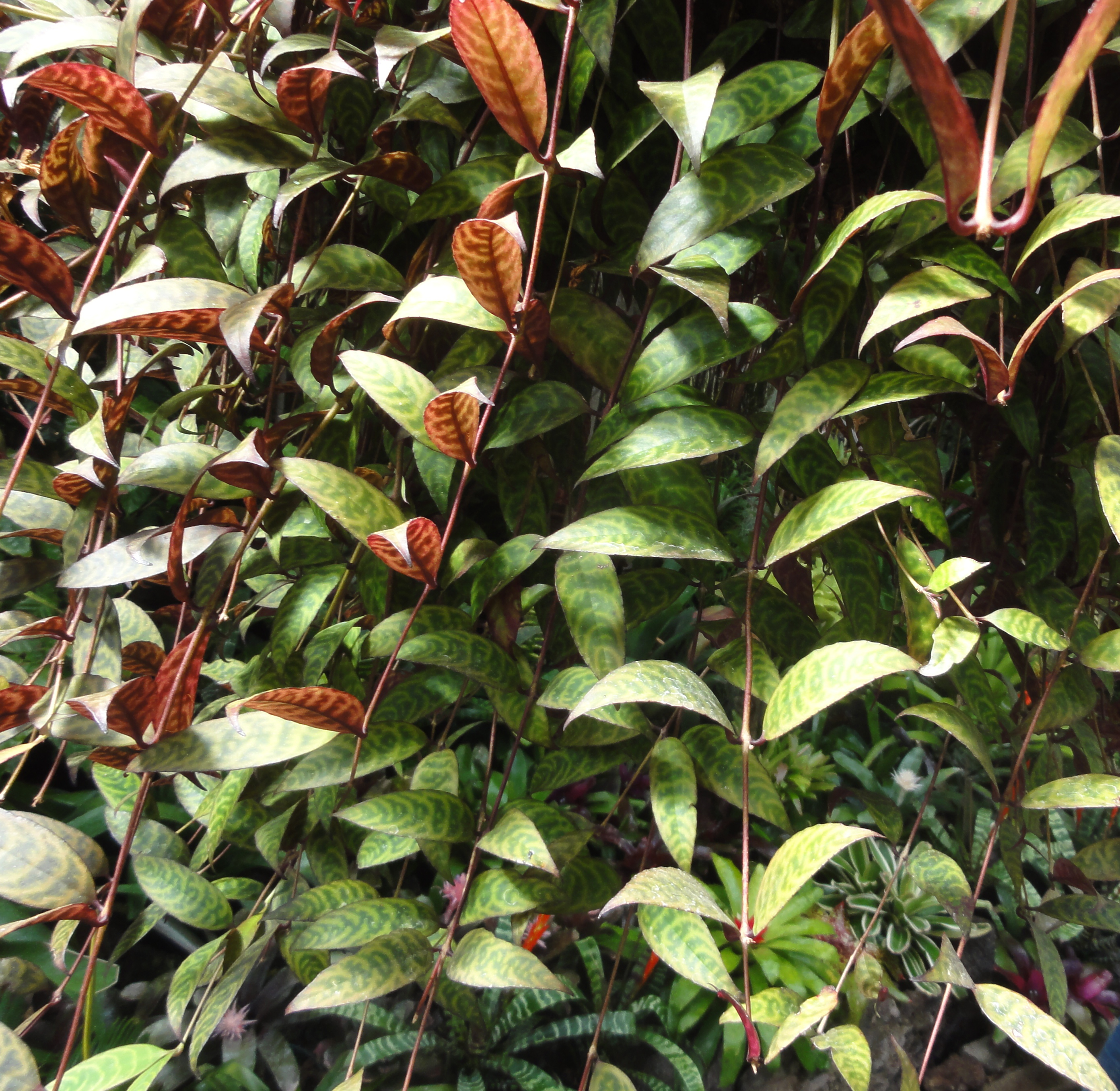
Aeschynanthus longicaulis

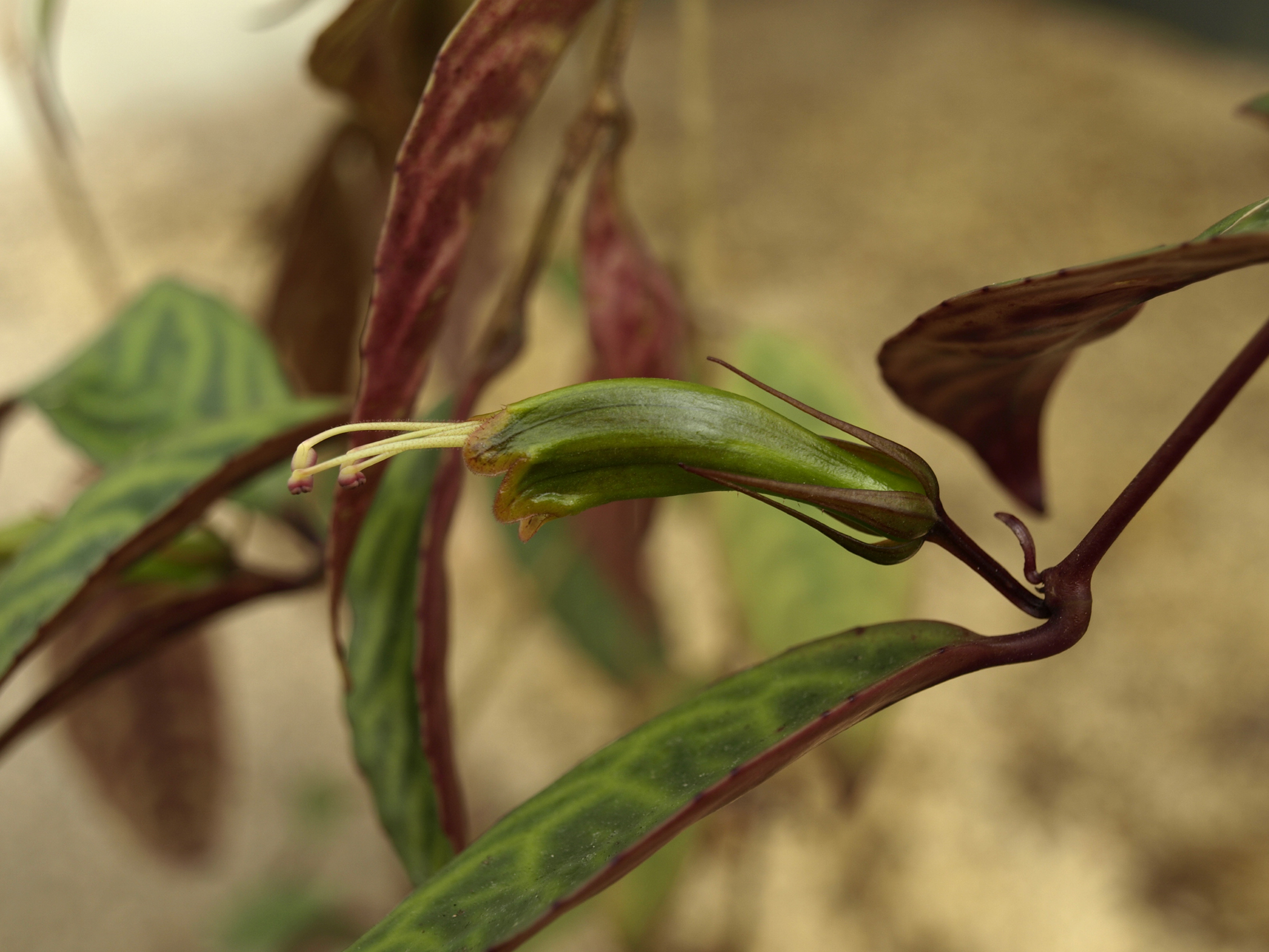
Aeschynanthus longicaulis

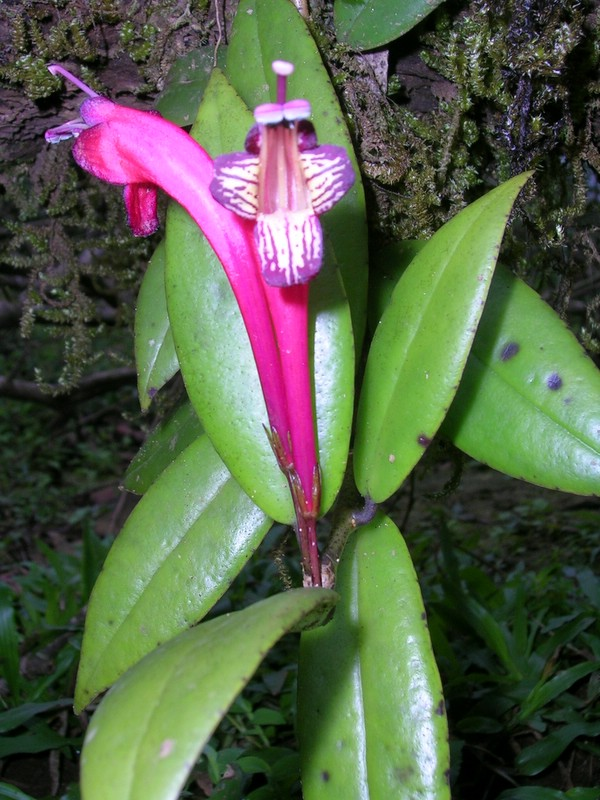
Aeschynanthus perrottetii.

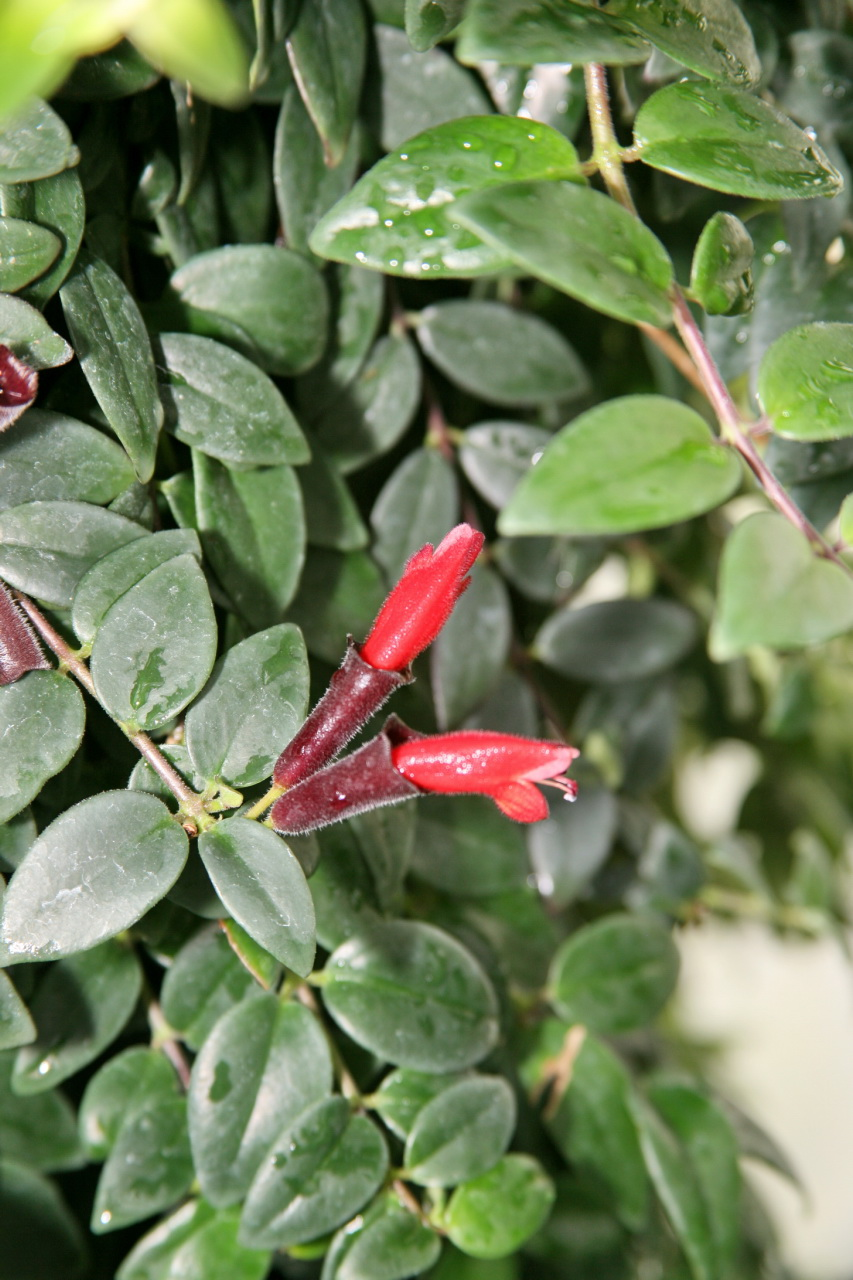
Aeschynanthus pulcher

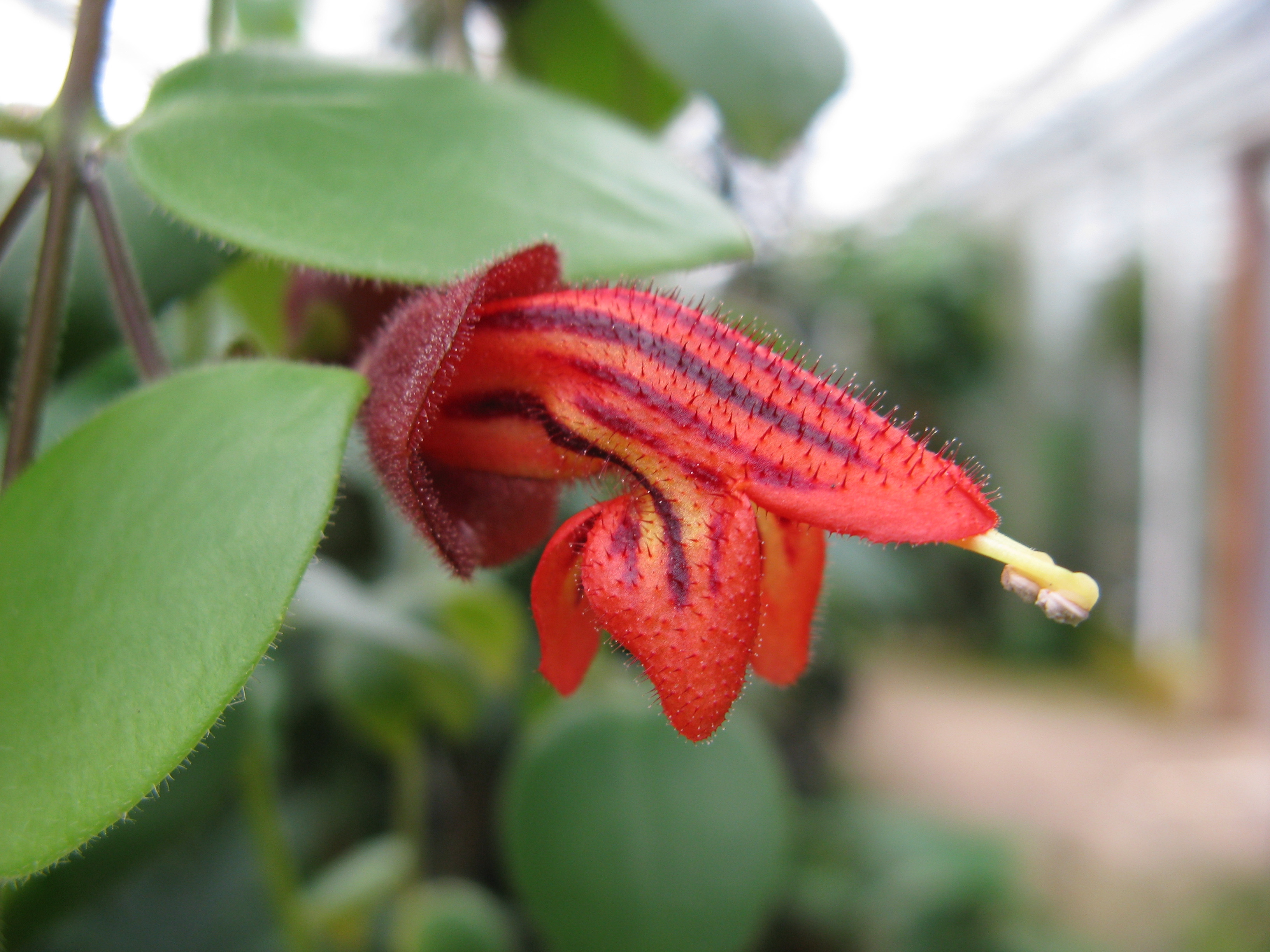
Aeschynanthus tricolor

- Aeschynanthus acuminatissimus W.T.Wang
- Aeschynanthus acuminatus Wall. ex A.DC.
- Aeschynanthus albidus (Blume) Steud.
- Aeschynanthus amboinensis (Merr.) Mendum
- Aeschynanthus amoenus C.B.Clarke
- Aeschynanthus andersonii C.B.Clarke
- Aeschynanthus angustifolius (Blume) Steud.
- Aeschynanthus angustioblongus W.T.Wang
- Aeschynanthus angustissimus (W.T.Wang) W.T.Wang
- Aeschynanthus arctocalyx Mendum & Madulid
- Aeschynanthus arfakensis C.B.Clarke
- Aeschynanthus argentii Mendum
- Aeschynanthus asclepioides (Elmer) B.L.Burtt & P.Woods
- Aeschynanthus atrorubens Schltr.
- Aeschynanthus batakiorum Mendum & Madulid
- Aeschynanthus batesii Mendum
- Aeschynanthus brachyphyllus S.Moore
- Aeschynanthus bracteatus Wall. ex A.DC.
- Aeschynanthus breviflorus (S.Moore) K.Schum.
- Aeschynanthus burttii Mendum
- Aeschynanthus buxifolius Hemsl.
- Aeschynanthus calanthus Schltr.
- Aeschynanthus cambodiensis D.J.Middleton
- Aeschynanthus camiguinensis Kraenzl.
- Aeschynanthus candidus Hend. ex C.B.Clarke
- Aeschynanthus cardinalis (H.F.Copel. ex Merr.) Schltr.
- Aeschynanthus caudatus C.B.Clarke
- Aeschynanthus celebicus Koord.
- Aeschynanthus ceylanicus Gardner
- Aeschynanthus chayangtajoensis Chowlu, A.Shenoy & A.Ray
- Aeschynanthus chiritoides C.B.Clarke
- Aeschynanthus chrysanthus P.Woods
- Aeschynanthus citrinus Mendum & S.M.Scott
- Aeschynanthus copelandii (Merr.) Schltr.
- Aeschynanthus cordifolius Hook.
- Aeschynanthus crassifolius (Elmer) Schltr.
- Aeschynanthus cryptanthus C.B.Clarke
- Aeschynanthus cuernosensis (Elmer) Schltr.
- Aeschynanthus curtisii C.B.Clarke
- Aeschynanthus curvicalyx Mendum
- Aeschynanthus dasycalyx Hallier f.
- Aeschynanthus dempoensis S.Moore
- Aeschynanthus dischidioides (Ridl.) D.J.Middleton
- Aeschynanthus dischorensis Schltr.
- Aeschynanthus ellipticus K.Schum. & Lauterb.
- Aeschynanthus elmeri Mendum
- Aeschynanthus elongatus C.B.Clarke
- Aeschynanthus everettianus Kraenzl.
- Aeschynanthus fecundus P.Woods
- Aeschynanthus firmus Kraenzl.
- Aeschynanthus flammeus Schltr.
- Aeschynanthus flavidus Mendum & P.Woods
- Aeschynanthus forbesii K.Schum.
- Aeschynanthus foxworthyi Kraenzl.
- Aeschynanthus fruticosus Ridl.
- Aeschynanthus fulgens Wall. ex R.Br.
- Aeschynanthus garrettii Craib
- Aeschynanthus geminatus Zoll. & Moritzi
- Aeschynanthus gesneriflorus S.Moore
- Aeschynanthus gjellerupii Schltr.
- Aeschynanthus glomeriflorus Kraenzl.
- Aeschynanthus gracilis C.S.P.Parish ex C.B.Clarke
- Aeschynanthus guttatus P.Woods
- Aeschynanthus hartleyi P.Woods
- Aeschynanthus hians C.B.Clarke
- Aeschynanthus hispidus Schltr.
- Aeschynanthus hookeri C.B.Clarke
- Aeschynanthus horsfieldii R.Br.
- Aeschynanthus hosseusii Pellegr.
- Aeschynanthus humilis Hemsl.
- Aeschynanthus impar Schltr.
- Aeschynanthus intraflavus Mendum
- Aeschynanthus irigaensis (Merr.) B.L.Burtt & P.Woods
- Aeschynanthus janowskyi Schltr.
- Aeschynanthus jouyi D.J.Middleton
- Aeschynanthus kermesinus Schltr.
- Aeschynanthus lancilimbus W.T.Wang
- Aeschynanthus lasianthus W.T.Wang
- Aeschynanthus lasiocalyx W.T.Wang
- Aeschynanthus lepidospermus C.B.Clarke
- Aeschynanthus leptocladus C.B.Clarke
- Aeschynanthus leucothamnos Kraenzl.
- Aeschynanthus ligustrinus Schltr.
- Aeschynanthus linearifolius C.E.C.Fisch.
- Aeschynanthus lineatus Craib
- Aeschynanthus littoralis (Merr.) Schltr.
- Aeschynanthus lobaticalyx Mendum
- Aeschynanthus loheri Kraenzl.
- Aeschynanthus longicaulis Wall. ex R.Br.
- Aeschynanthus longiflorus (Blume) A.DC.
- Aeschynanthus macgregorii (Merr.) Mansibang & Pelser
- Aeschynanthus macrocalyx C.B.Clarke
- Aeschynanthus madulidii Mendum
- Aeschynanthus magnificus Stapf
- Aeschynanthus malindangensis (Merr.) Mansibang & Pelser
- Aeschynanthus mannii Kurz ex C.B.Clarke
- Aeschynanthus maoi Debta & A.Shenoy
- Aeschynanthus marginatus Ridl.
- Aeschynanthus masoniae Kurz ex C.B.Clarke
- Aeschynanthus medogensis W.T.Wang
- Aeschynanthus membranifolius (Costantin) D.J.Middleton
- Aeschynanthus mendumiae D.J.Middleton
- Aeschynanthus mengxingensis W.T.Wang
- Aeschynanthus meo K.Schum.
- Aeschynanthus micranthus C.B.Clarke
- Aeschynanthus microcardius B.L.Burtt & R.A.Davidson
- Aeschynanthus microphyllus C.B.Clarke
- Aeschynanthus microtrichus C.B.Clarke
- Aeschynanthus mindanaensis (Merr.) Mansibang & Pelser
- Aeschynanthus miniaceus B.L.Burtt & P.Woods
- Aeschynanthus miniatus Lindl.
- Aeschynanthus minutifolius D.J.Middleton
- Aeschynanthus mollis Schltr.
- Aeschynanthus monetaria Dunn
- Aeschynanthus moningerae (Merr.) Chun
- Aeschynanthus montisucris P.Royen
- Aeschynanthus murthyanus R.Kr.Singh & Arigela
- Aeschynanthus musaensis P.Woods
- Aeschynanthus myrtifolius Schltr.
- Aeschynanthus nabirensis Kaneh. & Hatus.
- Aeschynanthus nervosus (Elmer) Schltr.
- Aeschynanthus nummularius (Burkill & S.Moore) K.Schum.
- Aeschynanthus obconicus C.B.Clarke
- Aeschynanthus ovatus (Merr.) Schltr.
- Aeschynanthus oxychlamys Mendum
- Aeschynanthus pachyanthus Schltr.
- Aeschynanthus papuanus (Schltr.) B.L.Burtt
- Aeschynanthus parasiticus (Roxb.) Wall.
- Aeschynanthus parviflorus (D.Don) Spreng.
- Aeschynanthus pedunculatus D.J.Middleton
- Aeschynanthus pergracilis Kraenzl.
- Aeschynanthus perrottetii A.DC.
- Aeschynanthus persimilis Craib
- Aeschynanthus phaeotrichus Schltr.
- Aeschynanthus philippinensis C.B.Clarke
- Aeschynanthus planipetiolatus H.W.Li
- Aeschynanthus podocarpus C.B.Clarke
- Aeschynanthus poilanei Pellegr.
- Aeschynanthus polillensis Kraenzl.
- Aeschynanthus praelongus Kraenzl.
- Aeschynanthus pseudohybridus Mendum
- Aeschynanthus pulcher (Blume) G.Don
- Aeschynanthus pullei Schltr.
- Aeschynanthus radicans Jack
- Aeschynanthus rarus Schltr.
- Aeschynanthus reiekensis Lalhlupuii, S.D.Khomdram & S.D.Yumkham
- Aeschynanthus rejieae Olimpos & Mansibang
- Aeschynanthus rhododendron Ridl.
- Aeschynanthus rhodophyllus Kraenzl.
- Aeschynanthus rizalensis (Merr.) Mansibang & Pelser
- Aeschynanthus roseoflorus Mendum
- Aeschynanthus roseus Schltr.
- Aeschynanthus rubiginosus Teijsm. & Binn.
- Aeschynanthus sanguineus Schltr.
- Aeschynanthus scottii D.J.Middleton & H.J.Atkins
- Aeschynanthus serpens Kraenzl.
- Aeschynanthus setosus Kraenzl.
- Aeschynanthus sinolongicalyx W.T.Wang
- Aeschynanthus siphonanthus C.B.Clarke
- Aeschynanthus smaragdinus F.Wen & J.Q.Qin
- Aeschynanthus sojolianus Mendum & L.E.R.Galloway
- Aeschynanthus solomonensis P.Woods
- Aeschynanthus speciosus Hook.
- Aeschynanthus stenocalyx Kraenzl.
- Aeschynanthus stenosepalus J.Anthony
- Aeschynanthus stenosiphon Schltr.
- Aeschynanthus suborbiculatus S.Moore
- Aeschynanthus superbus C.B.Clarke
- Aeschynanthus tenericaulis Diels
- Aeschynanthus tengchungensis W.T.Wang
- Aeschynanthus teysmannianus Miq.
- Aeschynanthus tirapensis Bhattacharyya
- Aeschynanthus torricellensis Schltr.
- Aeschynanthus trichocalyx Kraenzl.
- Aeschynanthus tricolor Hook.
- Aeschynanthus truncatus (Elmer) Schltr.
- Aeschynanthus tubiflorus C.B.Clarke
- Aeschynanthus tubulosus J.Anthony
- Aeschynanthus urdanetensis (Elmer) Mansibang & Pelser
- Aeschynanthus verticillatus C.B.Clarke
- Aeschynanthus vinaceus P.Woods
- Aeschynanthus viridiflorus Teijsm. & Binn.
- Aeschynanthus volubilis Jack
- Aeschynanthus wallichii Benn.
- Aeschynanthus wangii Y.H.Tan & H.B.Ding
- Aeschynanthus wardii Merr.
- Aeschynanthus warianus Schltr.
- Aeschynanthus zamboangensis Kraenzl.

## Coltivazione
Nel periodo invernale la temperatura non deve scendere mai sotto i 13-16 °C.
La specie marmoratus è la più rustica e resiste anche a qualche grado in meno.
Le annaffiature dovranno essere molto ridotte nel periodo invernale, mentre in estate necessitano di abbondante acqua. Bisognerebbe però curare che nell'ambiente circostante vi sia comunque una certa umidità.
L'esposizione dev'essere in molta luce, ma non al sole diretto; ciò favorirà la fioritura.
Il substrato ideale sarà composto da terra di foglie e torba con una parte di sfagno. Unire poca agriperlite o argilla che lo dreni per evitare ristagni di acqua.
Opportuno coltivarle in panieri o vasi appesi, di piccole dimensioni.